# Campionato europeo per Nazioni di rugby a 13 1946-1947
Il Campionato europeo per Nazioni di rugby a 13 del 1946 - 1947 fu la settima edizione del massimo torneo continentale di rugby league o rugby a 13; venne disputato come di consueto dalle nazionali della Francia, del Galles e dell'Inghilterra. Come l'edizione del 1946-1947 a imporsi è ancora l'Inghilterra giunta così al terzo titolo.

## Formula
Per la prima varia la formula del torneo: da questa edizione viene disputato un girone all'italiana di andata e ritorno tra le tre partecipanti.

## Risultati
| Swinton 12 ottobre 1946 | Inghilterra | 10 – 13 | Galles |  |

| Swansea 16 novembre 1946 | Galles | 5 – 19 | Inghilterra |  |

| Swinton 8 dicembre 1946 | Inghilterra | 3 – 0 | Francia |  |

| Marsiglia 18 gennaio 1947 | Francia | 14 – 5 | Galles |  |

| Swansea 12 aprile 1947 | Galles | 17 – 15 | Francia |  |

| Swinton 17 maggio 1947 | Inghilterra | 5 – 2 | Francia |  |

## Classifica
| Posizione | Nazione     | Partite | Partite | Partite | Partite | Punti | Punti  | Punti      | Punti in classifica |
| Posizione | Nazione     | Giocate | Vinte   | Nulle   | Perse   | Fatti | Subiti | Differenza | Punti in classifica |
| --------- | ----------- | ------- | ------- | ------- | ------- | ----- | ------ | ---------- | ------------------- |
| 1         | Inghilterra | 4       | 3       | 0       | 1       | 37    | 20     | +17        | 6                   |
| 2         | Galles      | 4       | 2       | 0       | 2       | 40    | 58     | -18        | 4                   |
| 3         | Francia     | 4       | 1       | 0       | 3       | 31    | 30     | +1         | 2                   |

## Campioni
| Nazione vincitrice edizione 1946-1947 |
| ------------------------------------- |
| Inghilterra (3º titolo)               |